# Cloghan
Cloghan (iriska: An Clochán) är en ort i republiken Irland.   Den ligger i grevskapet Uíbh Fhailí och provinsen Leinster, i den centrala delen av landet, 110 km väster om huvudstaden Dublin. Cloghan ligger 56 meter över havet och antalet invånare är 612.
Terrängen runt Cloghan är mycket platt. Runt Cloghan är det glesbefolkat, med 8 invånare per kvadratkilometer. Närmaste större samhälle är Birr, 14,6 km söder om Cloghan. Trakten runt Cloghan består i huvudsak av gräsmarker.